# Nallo Trinci
Nallo Trinci (... – 1321) è stato un nobile italiano, 1º signore di Foligno.

## Biografia
Fu nominato Gonfaloniere di Giustizia e capitano del popolo il 24 giugno 1305. Morì nel 1321.
Dalla moglie Chiara Gabrielli, figlia di Cante, ebbe vari figli, tra cui Ugolino I, Corrado I e Ugolino II Novello, tutti e tre signori di Foligno. Altri figli furono Luciano e Vagnozio.